# Morethia
Morethia es un género de lagartos perteneciente a la familia Scincidae. Son endémicos de Australia.

## Especies
Según The Reptile Database:
- Morethia adelaidensis (Peters, 1874)
- Morethia boulengeri (Ogilby, 1890)
- Morethia butleri (Storr, 1963)
- Morethia lineoocellata (Duméril & Bibron, 1839)
- Morethia obscura Storr, 1972
- Morethia ruficauda (Lucas & Frost, 1895)
- Morethia storri Greer, 1980
- Morethia taeniopleura (Peters, 1874)